# Florida (Uruguai)

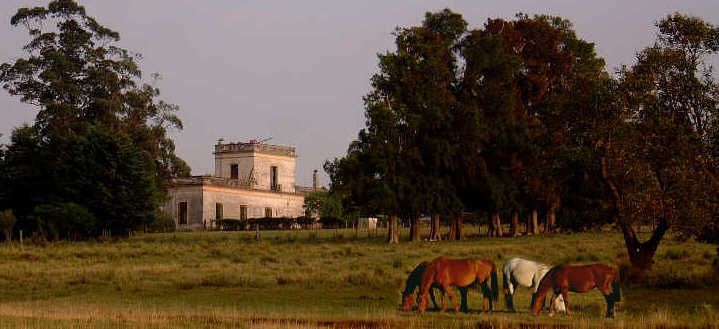
Uma estância histórica em Flórida

Florida é uma cidade do Uruguai, capital do departamento de Florida.

## História
O departamento da Flórida foi criado por lei em 10 de julho de 1856, embora sua primeira localização urbana, Fortín del Pintado, data de 1760. Devido ao saque contínuo das fazendas de Montevidéu, o Cabildo mandou construir um forte chamado San Juan Bautista de la Frontera (Pintado) para sua proteção. Isso deu relativa segurança aos colonos, que decidiram colocar seu gado ao redor do recinto, dando origem a outro assentamento próximo à lâmina na Guardia del Pintado. Com o passar do tempo e o aumento da população, foi erguida a primeira capela dedicada a Nossa Senhora de Luján, que foi doada por María Rosa Falanca e seu filho, após a morte de seu marido, o proprietário índio Antonio Díaz.

## Flórida no auge da revolução da independência
Por volta de 1805, Benito Lué y Riega, bispo de Buenos Aires, construiu uma nova igreja a pedido de seus moradores e, em 1809, o vice-rei Santiago de Liniers nomeou o padre Santiago Figueredo como o novo padre da região. Isso favoreceria a criação de uma cidade a pedido do Cabildo de Montevidéu, assessorado pelo advogado Bernardo Suárez. Em 24 de abril do mesmo ano, Figueredo, na companhia de três porta-vozes representando a comunidade, declarou em voz alta: "A cidade de San Fernando de la Florida é erguida por Sua Majestade nosso amado monarca". Assim nasceria a cidade oriental, que mais tarde seria palco da declaração de independência nacional. A população recebeu o nome de quem era então Fernando VII, rei da Espanha, e do ministro de Carlos III, José Moñino, conde da Flórida e futuro primeiro presidente da Junta Central da Espanha e das Índias.
Depois que a Província Oriental foi invadida e tomada pelos portugueses em 1816, e com Lecor no comando, o governo se distanciou do poder de Buenos Aires, criando a nova Província Cisplatina. Por quase cinco anos o território esteve sujeito à vontade lusitana, e após a independência do Brasil, a antiga Banda Oriental passaria a fazer parte de seu Império. Foi então que, em 19 de abril de 1825, um grupo de trinta e dois homens armados liderados pelo general Juan Antonio Lavalleja saiu de seu exílio na Argentina e desembarcou na praia de Agraciada de Soriano.
Um governo provisório composto por curadores dos Cabildos é criado em 14 de junho, instalando sua sede na Villa de San Fernando. Com o acordo de 20 de agosto, a Província obtém seu próprio Conselho de Representantes sob a supervisão de Luis Eduardo Pérez, seu primeiro presidente. No rescaldo da sessão inaugural da Câmara, em 25 de agosto de 1825, foram aprovadas três leis elementares: a da Independência, a da União e a Lei do Pavilhão.
Essa proposta seria apresentada na Convenção Preliminar de Paz de 1828 no Rio de Janeiro, com a participação dos governos argentino e brasileiro, e um terceiro, a Inglaterra. Com a aprovação do estatuto, a Província Cisplatina passaria a ser um país livre e independente sob o nome de República Oriental do Uruguai, em alusão à sua localização geográfica e em virtude da qual havia recebido a antiga denominação de Banda e Província Oriental.
La Piedra Alta, onde ocorreu a declaração da independência do Uruguai, é hoje visível no Prado da cidade da Flórida, às margens do rio Santa Lucía Chico.

## Geografia

Mapa do departamento da Flórida, com suas principais cidades e estradas.

A situação geográfica do departamento favorece a comunicação com a capital do país e serve de encruzilhada direta entre o norte e o sul, promovendo a mobilização interna de seus habitantes, que se deslocam a Montevidéu por motivos trabalhistas e/ou culturais.

### Orografia
A Flórida apresenta uma diversa topografia — planície de La Plata e peneplanície cristalina — que inclui tanto áreas montanhosas como áreas acidentadas e rochosas de Illescas na maior parte da fronteira com os departamentos de Lavalleja e Treinta y Tres. Tem também pastagens húmidas e ricas em Maciel, Sarandí, nas margens do ribeiro da Virgen perto de 25 de Agosto e Cardal, ou, em Río Viejo, nos arredores de San Ramón. Também possui cerrilladas graníticas com coroas, derrubadas e espinho da cruz, em pastagens baixas consistentes e produtivas em Isla Mala e na faixa litorânea contígua do córrego Santa Lucía Chico. A paisagem inclui as modestas serras do Pintado, San Gabriel e Palermo nos arredores da capital, colinas acidentadas, abundantes em ferro e quartzo; campos de areia, como em Talita, ou com uma fina camada de terra fértil, como em Santa Teresa, Juncal e La Macana. A Cuchilla Grande atravessa o departamento de ponta a ponta, originando o braço sul da Cuchilla Grande del Este, que entra no departamento Serrano.

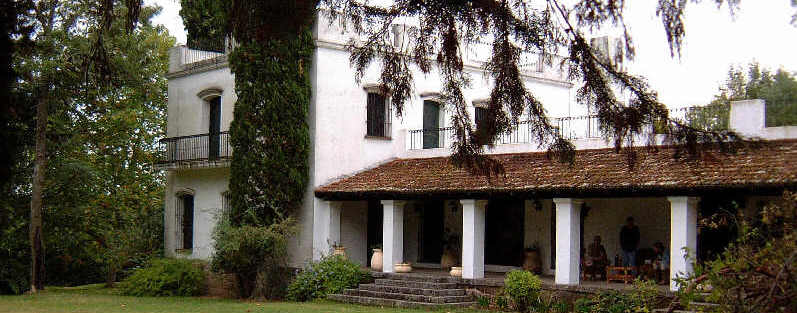
Estancia Parada Arteaga, no sul da Flórida.

### Hidrografia
O departamento possui uma importante rede hidrográfica, embora nenhum de seus cursos d'água seja navegável. A lâmina inferior Grande separa as duas bacias hidrográficas do departamento, são elas o Rio Santa Lucía Grande (ao sul) e o Rio Yí (ao norte). O principal afluente da bacia de Santa Lucía Grande é o Santa Lucía Chico (que atravessa a capital), que por sua vez recebe água dos córregos [[Talita|Córrego Talita] ], o Cruz e Pintado; os córregos Casupá, o Camizo, o de Arias e o de la Virgen são os restantes afluentes desta bacia, despejou suas águas diretamente no Santa Lucía Grande. A bacia do rio Yí tem como afluentes o Córrego Illescas, Córrego Timote (através do qual o Córrego Molles del Timote e o Sauce del Timote), Maciel, Mansavillagra, Sarandí, Molho , Córrego El Pescado (dentro do qual o Córrego Molles del Pescado]) e o Córrego Tala de Castro.

### Clima
O clima é clima subtropical úmido, com temperaturas médias anuais entre 16 e 19°C e precipitação em torno de 1000mm. O verão é árido e quente, e o inverno bastante frio, o que, somado à abundância de chuvas, dá lugar a uma rica pardera de pastagens e pastagens, o que favorece a economia do departamento, baseada em bovinos e ovinos.
Na mesma linha, as inundações de rios e córregos devido às chuvas frequentes dificultam sua drenagem e navegação, razão pela qual cidades como a capital ou outras de fácil acesso localizam-se em sua maioria em áreas altas. acumulação no eixo da rota 7, principalmente na área de Alejandro Gallinal (antigo Cerro Colorado), mas não é um evento isolado ou único na história do departamento.

### Demografia
Segundo o censo de 2011, havia 67.084 — 32.953 homens e 34.095 mulheres — pessoas e 29.437 domicílios no departamento. Estima-se que em 2025, a população da Flórida será de 75.212 habitantes. Para cada 100 mulheres havia um total de 96,6 homens.
- Taxa de crescimento intercensitário: -0,23% (2011)
- Taxa de natalidade: 14,53 nascimentos/1.000 pessoas (2004)
- Taxa de mortalidade: 10,08 vítimas/1.000 pessoas
- População rural: 9.101 habitantes. (2011)
- Idade média: 33,2 (31,8 homens, 34,5 mulheres)
- Renda per capita (2005): 5.127,2 pesos uruguaios
- Expectativa de vida ao nascer (2004):

| Geral:    | 76,24 anos |
| homens:   | 72,98 anos |
| mulheres: | 79,63 anos |

- População da Flórida (habitantes):

1. 1860: 12 170
2. 1908: 45 406
3. 1963: 63 987
4. 1975: 67 129
5. 1985: 66 474
6. 1996: 66 503
7. 2004: 68 181
8. 2011: 67 048

### Economia
Com uma tradição agrícola mais consolidada do que em outros departamentos meramente pecuária, os solos não favorecem a produção extensiva como as do litoral, ou intensiva, como é o caso dos vizinhos Canelones. No entanto, a Flórida está na primeira posição em relação aos departamentos que utilizam fertilizantes. As principais culturas são trigo, aveia, milho, linho e girassol.
A fazenda também é considerada uma de suas principais virtudes. O departamento contribui com 40% da produção leiteira nacional. Há um depósito mineral ferro nas encostas do córrego Valentim, a nordeste da capital, cujas reservas estão estimadas em 19 milhões de toneladas com teor de 38% de metal; outra fonte menor encontra-se nos campos de Castro, onde além do ferro se obtêm feldspatos, quartzo e granito.
A Avicultura é praticada com menor intensidade, e desde 1964 tem uma Escola própria voltada para alunos que concluíram o ensino médio básico e estão prontos para fazer o bacharelado nesta especialidade.

### Educação
O departamento da Flórida não oferece grandes opções de ensino superior, então a maioria dos graduados do ensino médio se muda para Montevidéu para iniciar seus estudos universitários.
Dentro das ofertas educativas reservadas, a grande maioria das quais se encontram na capital departamental, destacam-se as de formação de professores e as destinadas ao ensino e aprendizagem. Em outras palavras, podemos encontrar por:
- Florida Teacher Training Institute
- Centro Regional de Profesores del Centro (CERP)
- Universidade do Trabalho do Uruguai (UTU)

## Locais de interesse
A maior cidade do departamento é também sua capital, a Flórida, onde se encontram locais de interesse como Piedra Alta, local de grande importância histórica nacional e regional. Na cidade também existem lugares como a Praça da Assembléia, a Basílica do Caredral, que é um santuário à Virgem dos Trinta e Três; a capela de San Cono, padroeira do departamento, é amplamente frequentada todo dia 3 de junho para celebrar o dia de San Cono, por peregrinos vindos de vários setores do país e arredores; Parque Robaina e Prado Piedra Alta, entre outros.
No departamento existem várias fazendas dedicadas ao turismo rural, incluindo El Ceibo e San Pedro del Timote. Por sua vez, o lago da represa Paso Severino se destaca como centro de atração.

## Personalidades em destaque
- Atilio Ancheta - Ex-futebolista e ex-treinador de futebol uruguaio.
- Duvimioso Terra - Advogado e político, primeiro Decano da Faculdade de Direito da Universidade da República.
- Julio Castro Pérez - Educador e jornalista sequestrado e assassinado pela ditadura cívico-militar.
- Mario Delgado Aparaín (1949-) - Jornalista, escritor e professor, além de um dos principais narradores do Uruguai.
- Mario Carrero - Músico, faz parte da dupla Larbanois & Carrero.
- Pedro Varela (1837-1906) - Político uruguaio e presidente interino da República em 1868. Governador Provisório de 1875 a 1876.
- Wilson Ferreira Aldunate (1919-1988) - Político uruguaio e principal líder civil do Partido Nacional desde a década de 1970 até sua morte em 1988.

1. ↑  Aljanati D., Benedetto M., Perdomo W . (1970). «A paisagem e a história da Flórida». Os Departamentos: Flórida. [S.l.]: Nossa Terra. 5 páginas Parâmetro desconhecido |data de acesso= ignorado (ajuda)
2. ↑  { {quote book | sobrenome= Aljanati D., Benedetto M., Perdomo W.|title= Os departamentos: Flórida|data de acesso= 11 de fevereiro de 2013|ano= 1970|publisher= Our Land}}
3. ↑  [https : //web.archive.org/web/20061011041303/http://www.todosenred.edu.uy/sites/250/default.aspx Florida Poultry School]